# 2051
2051 (MMLI) kommer att bli ett normalår som börjar en söndag i den gregorianska kalendern.